# Elisabeth Albertine von Anhalt-Bernburg

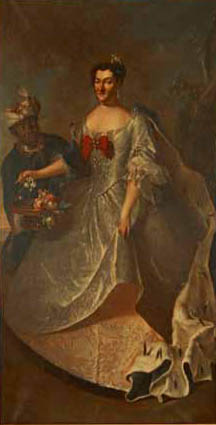
Rymer Nickele: „Fürstin Elisabeth Albertine mit Mohren“, 1734

Elisabeth Albertine von Anhalt-Bernburg (* 31. März 1693 in Bernburg; † 7. Juli 1774 in Arnstadt) aus dem Hause der Askanier war eine Prinzessin von Anhalt-Bernburg und durch Heirat Fürstin von Schwarzburg-Sondershausen.

## Leben
Elisabeth Albertine war das älteste Kind des Fürsten Karl Friedrich von Anhalt-Bernburg (1668–1721) aus dessen erster Ehe mit Sophie Albertine (1672–1708), Tochter des Grafen Georg Friedrich zu Solms-Sonnenwalde. 
Sie heiratete am 2. Oktober 1712 in Bernburg Graf Günther XLIII. von Schwarzburg-Sondershausen (1678–1740) (den späteren Fürst Günther I. von Schwarzburg-Sondershausen). Die von Zeitzeugen als glücklich beschriebene Ehe blieb kinderlos. Zwischen 1729 und 1734 wurde für Elisabeth Albertine das Fürstliche Palais in Arnstadt als Witwensitz errichtet. Schon zu Lebzeiten des Fürsten versuchte Elisabeth Albertine in Arnstadt einen zweiten Hofstaat zu etablieren. In einem langen Rechtsstreit gelangte die Bibliothek Günthers nach dessen Tod in den Besitz seiner Witwe, die sie ihrem Bruder Viktor Friedrich abtrat.